# 顶花杜茎山
顶花杜茎山（学名：Maesa balansae）为紫金牛科杜茎山属下的一个种。

## 扩展阅读
- 維基物種上的相關：顶花杜茎山